# سدریک هنگبارت
سدریک هنگبارت (انگلیسی: Cédric Hengbart؛ زادهٔ ۱۳ ژوئیهٔ ۱۹۸۰) بازیکن فوتبال اهل فرانسه است.
از باشگاه‌هایی که در آن بازی کرده‌است می‌توان به باشگاه فوتبال نورث‌ایست یونایتد، باشگاه فوتبال کرالا بلاسترز، باشگاه فوتبال اوسر، باشگاه فوتبال کان، و باشگاه فوتبال آژاکسیو اشاره کرد.